# Bundestagswahlkreis Berlin-Köpenick – Lichtenberg II
Der Bundestagswahlkreis Berlin-Köpenick – Lichtenberg II war ein Bundestagswahlkreis in Berlin, der in dieser Form nur für eine Wahlperiode von 1990 bis 1994 existierte. Er umfasste den ehemaligen Bezirk Köpenick sowie einen Teil des ehemaligen Bezirks Lichtenberg. Zur Bundestagswahl 1994 wurde sein Gebiet auf die Wahlkreise Berlin-Köpenick – Treptow und Berlin-Friedrichshain – Lichtenberg aufgeteilt.

## Bundestagswahl 1990
| Kandidaten                     | Kandidaten                       | Parteien/Listen   | Erststimmen | Erststimmen | Zweitstimmen | Zweitstimmen |
| Kandidaten                     | Kandidaten                       | Parteien/Listen   | Stimmen     | %           | Stimmen      | %            |
| ------------------------------ | -------------------------------- | ----------------- | ----------- | ----------- | ------------ | ------------ |
|                                | −                                | CDU               | 37.534      | 25,3        | 36.060       | 23,9         |
|                                | Siegfried Schefflergewählt im WK | SPD               | 55.663      | 37,5        | 49.239       | 32,6         |
|                                | −                                | FDP               | 13.259      | 8,9         | 12.974       | 8,6          |
|                                | −                                | Die Grünen        | –           | –           | 1.991        | 1,3          |
|                                | −                                | PDS               | 39.000      | 26,3        | 36.035       | 23,8         |
|                                | −                                | DSU               | 393         | 0,3         | 297          | 0,2          |
|                                | −                                | Bündnis 90        | –           | –           | 10.392       | 6,9          |
|                                | −                                | DDD               | –           | –           | 84           | 0,1          |
|                                | −                                | BSA               | –           | –           | 19           | 0,0          |
|                                | −                                | Graue             | –           | –           | 1.476        | 1,0          |
|                                | −                                | REP               | 2.423       | 1,6         | 2.192        | 1,4          |
|                                | −                                | KPD               | –           | –           | 47           | 0,0          |
|                                | −                                | NPD               | 218         | 0,1         | 148          | 0,1          |
|                                | −                                | ÖDP               | –           | –           | 151          | 0,1          |
|                                | −                                | Patrioten         | –           | –           | 12           | 0,0          |
|                                | −                                | SpAD              | –           | –           | 19           | 0,0          |
|                                | −                                | VAA               | –           | –           | 43           | 0,0          |
| Gesamt                         | Gesamt                           | Gesamt            | 148.490     | 100         | 151.179      | 100          |
|                                |                                  |                   |             |             |              |              |
| Ungültige Stimmen              | Ungültige Stimmen                | Ungültige Stimmen | 4.624       | 3,0         | 1.935        | 1,3          |
| Wähler                         | Wähler                           | Wähler            | 153.114     | 78,7        | 153.114      | 78,7         |
| Wahlberechtigte                | Wahlberechtigte                  | Wahlberechtigte   | 194.481     |             | 194.481      |              |
|                                |                                  |                   |             |             |              |              |
| Quellen: Der Bundeswahlleiter, |                                  |                   |             |             |              |              |

## Wahlkreisgeschichte
| Wahl | Wahlkreisname                        | Gebiet                                    | Wahlkreissieger     | Partei | Erststimmen |
| ---- | ------------------------------------ | ----------------------------------------- | ------------------- | ------ | ----------- |
| 1990 | 260 Berlin-Köpenick – Lichtenberg II | Bezirke Köpenick und Lichtenberg (teilw.) | Siegfried Scheffler | SPD    | 37,5 %      |